# ゴールデングローブ賞 興行成績賞
ゴールデングローブ賞 興行成績賞（ゴールデングローブしょう こうぎょうせいせきしょう、Golden Globe Award for Cinematic and Box Office Achievement）は、ゴールデングローブ賞の部門の一つ。第81回ゴールデングローブ賞で創設され、「その年に最も観客から支持され、最も高い興行成績を記録し、最も視聴回数が多く、同時にクリエイティブな作品」を表彰する映画賞である。ノミネート条件は「興行収入が1億5000万ドル以上（国内興行収入1億ドル以上が最低条件）を記録した作品」または「業界内において信頼できるデータをもとに計測されたストリーミング配信の再生回数が最も高い作品」となっている。

## 受賞結果

### 2020年代
| 年   | 作品                                                | 製作 | 配給                               | 出典        |
| ---- | --------------------------------------------------- | --- | ---------------------------------- | ----------- |
| 2023 | バービー                                            | デヴィッド・ハイマン、マーゴット・ロビー、トム・アカーリー、ロビー・ブレナー                               | ワーナー・ブラザース・ピクチャーズ | [ 4 ]       |
| 2023 | ガーディアンズ・オブ・ギャラクシー:VOLUME 3         | ケヴィン・ファイギ                                                                                         | ウォルト・ディズニー・スタジオ     | [ 4 ]       |
| 2023 | ジョン・ウィック:コンセクエンス                     | ベイジル・イヴァニク、エリカ・リー、チャド・スタエルスキ                                                   | ライオンズゲート・フィルムズ       | [ 4 ]       |
| 2023 | ミッション:インポッシブル/デッドレコニング PART ONE | トム・クルーズ、クリストファー・マッカリー                                                                 | パラマウント・ピクチャーズ         | [ 4 ]       |
| 2023 | オッペンハイマー                                    | エマ・トーマス、チャールズ・ローヴェン、クリストファー・ノーラン                                           | ユニバーサル・ピクチャーズ         | [ 4 ]       |
| 2023 | スパイダーマン:アクロス・ザ・スパイダーバース       | フィル・ロード&クリス・ミラー、エイミー・パスカル、アヴィ・アラッド、クリスティーナ・スタインバーグ        | ソニー・ピクチャーズ リリーシング  | [ 4 ]       |
| 2023 | ザ・スーパーマリオブラザーズ・ムービー              | クリス・メレダンドリ、宮本茂                                                                               | ユニバーサル・ピクチャーズ         | [ 4 ]       |
| 2023 | テイラー・スウィフト: THE ERAS TOUR                 | テイラー・スウィフト                                                                                       | AMCシアターズ                      | [ 4 ]       |
| 2024 | ウィキッド ふたりの魔女                             | マーク・E・プラット、デヴィッド・ストーン                                                                  | ユニバーサル・ピクチャーズ         | [ 5 ] [ 6 ] |
| 2024 | エイリアン:ロムルス                                 | リドリー・スコット、マイケル・プラス、ウォルター・ヒル                                                     | 20世紀スタジオ                     | [ 5 ] [ 6 ] |
| 2024 | ビートルジュース ビートルジュース                   | マーク・トベロフ、デデ・ガードナー、ジェレミー・クライナー、トミー・ハーパー、ティム・バートン             | ワーナー・ブラザース・ピクチャーズ | [ 5 ] [ 6 ] |
| 2024 | デッドプール&ウルヴァリン                           | ケヴィン・ファイギ、ローレン・シュラー・ドナー、ライアン・レイノルズ、ショーン・レヴィ                     | ウォルト・ディズニー・スタジオ     | [ 5 ] [ 6 ] |
| 2024 | グラディエーターII 英雄を呼ぶ声                     | リドリー・スコット、マイケル・プルス、ダグラス・ウィック、ルーシー・フィッシャー、デヴィッド・フランゾーニ | パラマウント・ピクチャーズ         | [ 5 ] [ 6 ] |
| 2024 | インサイド・ヘッド2                                 | マーク・ニールセン                                                                                         | ウォルト・ディズニー・スタジオ     | [ 5 ] [ 6 ] |
| 2024 | ツイスターズ                                        | フランク・マーシャル、パトリック・クローリー                                                               | ユニバーサル・ピクチャーズ         | [ 5 ] [ 6 ] |
| 2024 | 野生の島のロズ                                      | ジェフ・ハーマン                                                                                           | ユニバーサル・ピクチャーズ         | [ 5 ] [ 6 ] |